# Fédération du Japon de football américain
La Fédération du Japon de football américain est l'instance gérant le football américain au Japon. Elle fut fondée en 1934 par trois équipes universitaires.

## Compétitions nationales
La fédération organise trois types de championnats : lycées, universités et clubs.
- 106 équipes de lycées comptant près de 2 700 joueurs.
- 220 équipes universitaires rassemblant près de 9 500 joueurs sont réparties en 8 groupes régionaux. La saison se tient de septembre à décembre. La finale nationale se nomme le Koshien Bowl.
- 68 équipes de clubs pour 5 200 joueurs s'opposent dans quatre divisions, la X-League. L'épreuve s'achève par le Japan X Bowl, qui se tient en décembre.

Les vainqueurs du Koshien Bowl et ceux du Japan X Bowl s'affrontent tous le 3 janvier depuis 1984 pour la grande finale, le Rice Bowl.

## Équipe nationale
L'équipe du Japon de football américain est double championne du monde en titre et jouera à domicile à l'occasion de la troisième édition de la Coupe du monde de football américain en juillet 2007.